# Liste de pâtisseries
 (février 2024).
La mise en forme du texte ne suit pas les recommandations de Wikipédia : il faut le « wikifier ».
Les points d'amélioration suivants sont les cas les plus fréquents. Le détail des points à revoir est peut-être précisé sur la page de discussion.
- Les titres sont pré-formatés par le logiciel. Ils ne sont ni en capitales, ni en gras.
- Le texte ne doit pas être écrit en capitales (les noms de famille non plus), ni en gras, ni en italique, ni en « petit »…
- Le gras n'est utilisé que pour surligner le titre de l'article dans l'introduction, une seule fois.
- L'italique est rarement utilisé : mots en langue étrangère, titres d'œuvres, noms de bateaux, etc.
- Les citations ne sont pas en italique mais en corps de texte normal. Elles sont entourées par des guillemets français : « et ».
- Les listes à puces sont à éviter, des paragraphes rédigés étant largement préférés. Les tableaux sont à réserver à la présentation de données structurées (résultats, etc.).
- Les appels de note de bas de page (petits chiffres en exposant, introduits par l'outil «  Source ») sont à placer entre la fin de phrase et le point final[comme ça].
- Les liens internes (vers d'autres articles de Wikipédia) sont à choisir avec parcimonie. Créez des liens vers des articles approfondissant le sujet. Les termes génériques sans rapport avec le sujet sont à éviter, ainsi que les répétitions de liens vers un même terme.
- Les liens externes sont à placer uniquement dans une section « Liens externes », à la fin de l'article. Ces liens sont à choisir avec parcimonie suivant les règles définies. Si un lien sert de source à l'article, son insertion dans le texte est à faire par les notes de bas de page.
- La présentation des références doit suivre les conventions bibliographiques. Il est recommandé d'utiliser les modèles {{Ouvrage}}, {{Chapitre}}, {{Article}}, {{Lien web}} et/ou {{Bibliographie}}. Le mode d'édition visuel peut mettre en forme automatiquement les références.
- Insérer une infobox (cadre d'informations à droite) n'est pas obligatoire pour parachever la mise en page.

Pour une aide détaillée, merci de consulter Aide:Wikification.
Si vous pensez que ces points ont été résolus, vous pouvez retirer ce bandeau et améliorer la mise en forme d'un autre article.
- Haut – A
- B
- C
- D
- E
- F
- G
- H
- I
- J
- K
- L
- M
- N
- O
- P
- Q
- R
- S
- T
- U
- V
- W
- X
- Y
- Z

Cet article contient une liste de pâtisseries.

## A
| Nom                                       | Illustration | Description |
| ----------------------------------------- | ------------ | --- |
| Africain (Nord de la France)              |              | Gros petit pain rempli de crème pâtissière garnie de pépites de chocolat et recouvert d’une couche de chocolat fondu. |
| Alléluia (Castelnaudary)                  |              | Pâte à choux, glacée de losanges d'angélique |
| Amandină (Roumanie)                       |              | Gâteau éponge au chocolat fourré à la crème d'amandes |
| Apfelstrudel (Autriche)                   |              | Gâteau fait d'une pâte feuilletée fine et fourrée de gros morceaux de pommes acidulées et de raisins secs. Le tout est accompagné de cannelle, et servi chaud avec de la crème fraîche voire, moins traditionnellement, d'une boule de crème glacée |
| Ardéchois à la crème de marrons (Ardèche) |              | Gâteau à base de crème de marrons et parfumé au rhum |
| Gâteau des anges (États-Unis)             |              | Gâteau moelleux et aéré à base de blancs d'œufs montés en neige |
| Aloo pie (Trinité-et-Tobago)              |              | Samoussa végétarien fourré de légumes en purée (souvent des patates douces) |
| Alfajor (Espagne et Amérique Latine)      |              | Pâtisseries à base de pâte d'amandes, de noix et miel |
| Ambassadeur (France)                      |              | Génoise garnie de crème pâtissière et de fruits confits au kirsch ou au grand-marnier, et recouverte de pâte d'amande. |

## B
| Nom                                   | Illustration | Description |
| ------------------------------------- | ------------ | --- |
| Baba au rhum (Lorraine)               |              | Savarin servi imbibé d'un sirop au rhum. |
| Baklava (Turquie)                     |              | Gâteau à base de pâte phyllo (pâte feuilletée), de sirop de sucre et de noix |
| Barquette aux marrons                 |              | Pâtisserie en forme de barquette recouverte d'une portion de crème de marrons elle-même recouverte et maintenue par un glaçage ou une coquille de chocolat durci.                         |
| Basler Läckerli (Suisse)              |              | Petits gâteaux proches du pain d'épices |
| Bavarois (Bavière)                    |              | Entremets à base de mousse de fruits |
| Beerawecka (Alsace)                   |              | Pain de fruits secs |
| Beignet aux pommes                    |              | Les pommes sont coupées en morceaux, enrobés de pâte à beignets et frites dans l'huile. Le beignet est servi chaud avec du sucre en poudre. Il peut être flambé, par exemple au calvados. |
| Bichon au citron                      |              | Sorte de chausson, fait en général de pâte feuilletée caramélisée, et fourré de crème de citron.                                                                                          |
| Biscôme (Suisse)                      |              | Sorte de pain d'épices |
| Blechkuchen (Allemagne)               |              | Gâteau cuit sur une plaque de four |
| Biscuit de Savoie                     |              | Gâteau léger et moelleux à base d'oeufs, de sucre, de farine, de fécule, et ce qui fait la légèreté : les blancs d'oeufs montés en neige.                                                 |
| Bodink (Belgique)                     |              | Pâtisserie bruxelloise à base de pain, d'œufs, de sucre candi et de raisins de Corinthe.                                                                                                  |
| Bretzel                               |              | Pâtisserie salée traditionnelle à base de pâte de brioche, pochée dans une solution alcaline, en forme de nœud ou de bras entrelacés, et recouvert d'éclats de gros sel.                  |
| Brioche                               |              | Pâtisserie, à pâte levée et assez aérée, contenant du beurre et des œufs. |
| Bûche de Noël                         |              | |
| Bugnes (Sud-Est, en particulier Lyon) |              | Pâte étalée, puis découpée à la roulette de formes différentes, puis frite. |

## C
| Nom                          | Illustration | Description |
| ---------------------------- | ------------ | --- |
| Cake                         |              | Gâteau de forme ronde ou rectangulaire, contenant des raisins secs et des fruits confits, qu'on sert en tranches. |
| Cake pop                     |              | Il s'agit généralement d'un petit gâteau arrondi de la taille d'une grosse bille qui est recouvert d'un glaçage, de chocolat ou de décorations, puis est fixé sur un bâton de sucettes.                                                  |
| Ça va se savoir              |              | |
| Canelé bordelais (France)    |              | Petit gâteau bordelais, en forme de cylindre cannelé, à pâte molle et tendre, parfumé au rhum et à la vanille, et cuit dans un moule originellement en cuivre, qui lui donne une fine croûte caramélisée                                 |
| Cannolo (Italie)             |              | Le cannolo est composé d’une croûte en forme de coquille de pâte frite remplie d’une farce sucrée et crémeuse généralement à base de ricotta.                                                                                            |
| Carac (Suisse)               |              | Le carac est une tartelette au chocolat avec un glaçage vert. |
| Cassata (Italie)             |              | Gâteau italien originaire de Sicile, à base de ricotta, d’un biscuit de type génoise, de pâte d'amande, de fruits confits et d’un glaçage au sucre.                                                                                      |
| Castel (Algérie)             |              | Pâtisserie à base d'amande ou de noisettes et fourré de crème au beurre pralinée. |
| Chanteclair (France)         |              | Pâtisserie à base de meringue, d'un mélange de crème chantilly et crème pâtissière glacée, parfumée de praline et de moka et décorée d'un coq.                                                                                           |
| Charlotte                    |              | Dessert moulé, de forme cylindrique ou tronconique, formé d'une croûte faite de biscuits à la cuillère (ou des boudoirs), ou de tranches de pain, ou encore d'une génoise, et dont le centre est garni soit de fruits, soit d'une crème. |
| Chausson aux pommes          |              | Pâtisserie à base de pâte feuilletée de forme semi-circulaire ou triangulaire contenant le même type de garniture que la tarte aux pommes.                                                                                               |
| Chausson italien             |              | Viennoiserie faite de pâte feuilletée inversée fourrée d'un mélange de crème pâtissière et de pâte à choux avec des raisins secs imprégnés de rhum.                                                                                      |
| Cheesecake                   |              | Dessert sucré composé d'un mélange de fromage à la crème, d'œufs, de sucre et de parfums de vanille et/ou de citron, sur une croûte de miettes de biscuits ou une génoise.                                                               |
| Cherpumple                   |              | Dessert lequel différentes tartes sont cuites au four dans différents gâteaux, puis sont empilées. |
| Chinois                      |              | Viennoiserie constituée d'une brioche fourrée de crème pâtissière. |
| Chou à la crème              |              | Pâte à choux est aérée et légère gonflé durant la cuisson, laissant cet aspect creux que l'on remplit ensuite de crème fouettée ou de crème pâtissière.                                                                                  |
| Chouquette                   |              | Pâtisserie soufflée à base de pâte à choux et de perle de sucre. |
| Christstollen (Allemagne)    |              | Pain à pâte à la levure lourde, souvent farcie de massepain (pâte d'amande), avec des fruits secs et confits (sultanines, orangeat, citronat) et diverses épices.                                                                        |
| Clafoutis                    |              | Gâteau traditionnellement composé de cerises entières non dénoyautées et entièrement recouvertes d'un appareil à flan. |
| Colombe de Pâques (Italie)   |              | Gâteau moulé en forme de colombe et traditionnellement servi à Pâques. |
| Concorde                     |              | Gâteau constitué de strates de meringue au chocolat, de mousse au chocolat et de copeaux de chocolat. |
| Tarte conversation           |              | Pâtisserie faite de pâte feuilletée fourrée de crème frangipane avec un glaçage royal. |
| Cookie (États-Unis)          |              | Petit biscuit rond traditionnel avec des brisures ou pépites de chocolat. |
| Cornes de gazelles (Maghreb) |              | Pâtisserie en forme de petits croissants dont le cœur moelleux contient de la pâte d'amande, de la cannelle et de l'eau de fleur d'oranger, à base de pâte d'amande enrobée de fine pâte sablée parfumée à l'eau de fleur d'oranger.     |
| Cornuelle                    |              | Gâteau ou pâte sablée, badigeonnée de jaune d'œuf pour lui donner un aspect brillant et doré, et agrémentée de grains d'anis disposés aux trois angles.                                                                                  |

| - Cougnou - Courchevel - Couve - Craquelin (Belgique) - Craquelin (Boulonnais) - Craquelin (Bretagne) - Crème brûlée - Crêpes - Croissants - Croquant de Cordes - Croquignoles - Croustillon (Belgique) - Crumble - Crumpet - Christmas pudding | - Cuchaule (Suisse) - Cupcake |  |

## D
- Dacquoise
- Divorcé
- Donuts
- Dorayaki (Japon)
- Douillon
- Diplomate

## E
- Échaudé
- Éclair
- Ensaïmada

## F
- Fallue (Normandie)
- Far breton
- Fénétra
- Feuilleté
- Fiadone
- Financier
- Flan
- Flan pâtissier
- Flaune
- Flognarde (Auvergne et Limousin)
- Fondant au chocolat
- Forêt noire
- Fouace
- Fraisier
- Framboisier
- Frangipane
- Friand

## G
- Gâche de Normandie
- Gâche de Vendée
- Galette
- Galette au sucre, spécialité de l'Ain
- Galette bressane, spécialité de l'Ain similaire à la galette au sucre
- Galette comtoise
- Galette des rois
- Gâteau
- Gâteau à la compote de pommes (États-Unis)
- Gâteau alsacien
- Gâteau basque
- Gâteau d'anniversaire
- Gâteau aux carottes
- Gâteau aux fraises
- Gâteau de fromage
- Gâteau de lune
- Gâteau de ménage
- Gâteau de Savoie
- Gâteau du Vully (Suisse)
- Gâteau nantais
- Gâteau Saint-Epvre
- Gâteau trois frères
- Gaufre
- Gaufre de Bruxelles
- Gaufrette
- Gimblette
- Gland
- Gosette (Belgique)
- Gougère
- Gozå (Belgique)
- Gulabjamans (Inde)

## H
- Halva
- Hermann (gâteau)

## I
- Île flottante

## J
- Jausiereine
- Jésuite

## K
- Kadaïf
- Kashiwa-mochi (Japon)
- Kouglof (Alsace)
- Kouign amann (Bretagne)
- Kouign (Bretagne)

## L
- Lacquemant (Liège - Belgique)
- Lamington (Australie)
- Langue-de-chat (cuisine)
- Loukoum (Turquie, pays arabes)

## M
- Madeleine
- Macarons
- Marbré
- Maritozzo (Italie)
- Massepain
- Matafan
- Mendiant
- Meringue
- Merveilles
- Merveilleux
- Miche
- Mille-feuilles
- Mirliton de Pont-Audemer
- Mirlitons de Rouen
- Mochi au beurre
- Moelleux au chocolat
- Moka
- Monkey bread
- Mont-Blanc (franco-italien)
- Montecados
- Mouna
- Muffin

## N
- Navette de Marseille
- Nid de pâques
- Noix charentaise
- Nonnette
- Nougat de Tours

## O
- Opéra
- Oranais
- Oreillettes
- Omelette norvégienne
- Oublie

## P
| Nom                      | Illustration | Description |
| ------------------------ | ------------ | --- |
| Pagnon borain (Belgique) |              | Tarte au sucre originaire du Borinage. |
| Pain au chocolat         |              | Viennoiserie constituée d'une pâte levée feuilletée, identique à celle du croissant, rectangulaire et enroulée sur une ou plusieurs barres de chocolat. |
| Pain au lait             |              | |
| Pain aux raisins         |              | Viennoiserie en forme de coquille d'escargot, à base de pâte levée feuilletée, mélangée avec des raisins secs, et fourrée de crème pâtissière.          |

- Pain-coing
- Pain d'épices
- Pain de Noël
- Pain perdu
- Panna cotta (Italie)
- Panettone
- Paris-brest
- Pasteis de Nata (Portugal)
- Pastis landais
- Pastis (Quercy)
- Pâtisserie marocaine
- Petit four
- Pets de nonne
- Pithiviers
- Pompe à l'huile (Provence)
- Pompe aux pommes (Auvergne)
- Pont-neuf (pâtisserie)
- Prinsesstårta
- Profiteroles
- Pudding
- Praline

## Q
- Quatre-quarts
- Queue de castor

## R
| Nom             | Illustration | Description                                            |
| --------------- | ------------ | ------------------------------------------------------ |
| Rabotte picarde |              | Pomme entière évidée et entourée de pâte avant cuisson |
| Religieuse      |              |                                                        |
| Rose des sables |              |                                                        |
| Rocher au coco  |              |                                                        |

## S
- Sachertorte (Autriche)
- Sacristain
- Saint-germain, gâteau aux amandes
- Saint-honoré
- Salambo
- Savarin
- Sfogliatella (Campanie, Italie)
- Spantôle
- Spéculoos
- Spritz
- Struffoli
- Suisse

## T
- Taillaule (Neuchâtel - Suisse)
- Taillé aux greubons (Suisse)
- Taiyaki (Japon)
- Tarte au vin (Suisse)
- Tarte Tatin
- Tarte tropézienne (Saint-Tropez)
- Tête-de-nègre
- Tiramisu (Italie)
- Tortas de Aceite (Espagne)
- Tourment d'amour (Guadeloupe)
- Tourte au kirsch de Zoug (Suisse)
- Tourteau fromager
- Tourtière (Gascogne)
- Tresse au beurre (Suisse)

## V
- Vacherin
- Vatrouchka
- Vitréais (Vitré)

## W
- Wagashi (Japon)
- Wagotine (Uckange)

## X
-

## Y
- Yuánxiāo
- Yuèbĭng

## Z
- Zimtsterne
- Zlabiya